# Phương trình trường Einstein
Phương trình trường Einstein hay phương trình Einstein là một hệ gồm 10 phương trình trong thuyết tương đối rộng của Albert Einstein miêu tả tương tác cơ bản là hấp dẫn bằng kết quả của sự cong của không thời gian do có mặt của vật chất và năng lượng. Einstein là người đầu tiên công bố phương trình năm 1915 dưới dạng phương trình tenxơ, phương trình Einstein đặt độ cong của không-thời gian (biểu diễn bởi tenxơ Einstein) bằng với năng lượng và động lượng bên trong không thời gian đó (biểu diễn bởi tenxơ ứng suất-năng lượng).
Tương tự như cách các trường điện từ được xác định bằng các điện tích và dòng điện thông qua phương trình Maxwell, phương trình Einstein được sử dụng để xác định hình học của không-thời gian do sự có mặt của khối lượng-năng lượng và động lượng tuyến tính, theo đó chúng xác định lên tenxơ mêtric của không thời gian khi cho một sự sắp xếp ứng suất-năng lượng trong không thời gian. Mối liên hệ giữa tenxơ mêtric và tenxơ Einstein cho phép phương trình trường Einstein được viết dưới dạng tập hợp các phương trình vi phân riêng phần phi tuyến khi sử dụng theo cách này. Nghiệm của phương trình trường là các thành phần của một tenxơ mêtric. Quỹ đạo quán tính của các hạt và đường tia của các bức xạ (đường trắc địa) trong hình học không thời gian được tính toán nhờ sử dụng phương trình đường trắc địa.
Phương trình Einstein tuân theo định luật bảo toàn năng lượng-động lượng định xứ (cục bộ), nó thu về định luật vạn vật hấp dẫn của Newton khi trường hấp dẫn là yếu và các vận tốc nhỏ so với tốc độ ánh sáng.
Các kỹ thuật giải phương trình trường Einstein bao gồm các giả sử đơn giản hóa như không thời gian đối xứng. Những lớp đặc biệt của các nghiệm chính xác thường được nghiên cứu khi chúng thiết lập nhiều mô hình của hiện tượng hấp dẫn, như các lỗ đen quay và vũ trụ giãn nở. Những đơn giản hóa khác được thực hiện trong việc xấp xỉ không thời gian thực về không thời gian phẳng Minkowski với một nhiễu loạn nhỏ, dẫn đến phương pháp tuyến tính hóa phương trình trường Einstein. Phương pháp này dùng để nghiên cứu hiện tượng sóng hấp dẫn.

## Dạng toán học
Phương trình trường Einstein có thể được viết theo dạng:
{\displaystyle R_{\mu \nu }-{1 \over 2}g_{\mu \nu }\,R+g_{\mu \nu }\Lambda ={8\pi G \over c^{4}}T_{\mu \nu }}
Trong đó:
- {\displaystyle R_{\mu \nu }\,}: tenxơ độ cong Ricci
- {\displaystyle R\,}: độ cong vô hướng (vô hướng Ricci)
- {\displaystyle g_{\mu \nu }\,}: tenxơ mêtric
- {\displaystyle \Lambda \,}: hằng số vũ trụ học
- {\displaystyle G\,}: hằng số hấp dẫn (giống như hằng số hấp dẫn trong định luật hấp dẫn của Newton)
- {\displaystyle c\,}: tốc độ của ánh sáng trong chân không
- {\displaystyle T_{\mu \nu }\,}: tenxơ ứng suất-năng lượng.

Tenxơ đối xứng chỉ chứa 10 thành phần độc lập, phương trình tenxơ của Einstein tương đương với 1 hệ 10 phương trình vô hướng độc lập. Cùng với 4 đồng nhất thức Bianchi, tương ứng với cách chọn 4 tọa độ tự do, làm cho thực sự có 6 phương trình độc lập không suy biến khi viết phương trình trường Einstein dưới dạng tường minh.
Tenxơ Einstein được định nghĩa bằng:
{\displaystyle G_{\mu \nu }=R_{\mu \nu }-{1 \over 2}Rg_{\mu \nu },}
Nó là một tenxơ đối xứng hạng hai và là hàm của tenxơ mêtric. Phương trình Einstein khi đó viết thành
{\displaystyle G_{\mu \nu }+g_{\mu \nu }\Lambda ={8\pi G \over c^{4}}T_{\mu \nu }.}
Cho biết trước một sự sắp đặt vật chất, tức là biết tenxơ năng lượng-xung lượng Tμν, có thể coi phương trình này tìm nghiệm tenxơ mêtric gμν (đại diện cho không thời gian và cũng thể hiện trường hấp dẫn), do tenxơ Ricci và vô hướng Ricci đều phụ thuộc vào gμν một cách phức tạp.
Biết được tenxơ mêtric gμν, có thể biết được một chất điểm tự do đi theo đường trắc địa trong không thời gian tương ứng với gμν như nào. Trong thuyết tương đối rộng, chất điểm tự do không chịu ngoại lực tác động, và lực hấp dẫn không được coi là một ngoại lực tác động lên vật mà chỉ là hiệu ứng của đường trắc địa cong trong không thời gian cong; đường đi cong của chất điểm tự do có thể coi như tác động của lực hấp dẫn trong cơ học cổ điển.
Việc giải phương trình Einstein và hiểu các nghiệm là công việc cơ bản trong môn vũ trụ học. Một số lời giải cho các trường hợp đặc biệt có thể kể đến là nghiệm Schwarzschild (chân không xung quanh một thiên thể không quay, không tích điện), nghiệm Reissner-Nordström và nghiệm Kerr. Khi không thời gian hoàn toàn là chân không (không có vật chất), lời giải thu về mêtric Minkowski của không thời gian phẳng.
Phương trình trường Einstein tiệm cận về định luật vạn vật hấp dẫn Newton trong phép xấp xỉ trường yếu và xấp xỉ chuyển động chậm (so với tốc độ ánh sáng). Thực tế là hằng số hấp dẫn và các hằng số khác được dùng trong phương trình trường Einstein để khớp nó với định luật vạn vật hấp dẫn Newton trong hai phép xấp xỉ trên.